# (2146) Esténtor
(2146) Esténtor es un asteroide perteneciente a los asteroides troyanos de Júpiter descubierto el 24 de octubre de 1976 por Richard Martin West desde el Observatorio de La Silla, Chile.

## Designación y nombre
Esténtor recibió al principio la designación de 1976 UQ.
Más tarde se nombró por Esténtor, un personaje de la mitología griega.

## Características orbitales
Esténtor orbita a una distancia media de 5,194 ua del Sol, pudiendo alejarse hasta 5,721 ua y acercarse hasta 4,668 ua. Su inclinación orbital es 39,26° y la excentricidad 0,1013. Emplea 4324 días en completar una órbita alrededor del Sol.